# Comuna Ciornîi Ostriv, Jîdaciv
Ciornîi Ostriv (în ucraineană Чорний Острів) este o comună în raionul Jîdaciv, regiunea Liov, Ucraina, formată din satele Borînîci, Ciornîi Ostriv (reședința), Drohovîci, Holdovîci și Luceanî.

## Demografie
Componența lingvistică a comunei Ciornîi Ostriv
     Ucraineană (99,76%)
     Alte limbi (0,24%)
Conform recensământului din 2001, majoritatea populației comunei Ciornîi Ostriv era vorbitoare de ucraineană (99,76%), existând în minoritate și vorbitori de alte limbi.